# Seiichi Nakamura
Seiichi Nakamura, (japans 中村誠一, Nakamura Seiichi, Tokyo, 1947) is een Japanse jazzmuzikant die saxofoon (alt-, sopraan- en tenorsaxofoon) en klarinet speelt.
Seiichi Nakamura speelde vanaf het eind van de jaren 60 in het trio van pianist Yosuke Yamashita, waarmee hij ook zijn eerste opnames maakte (Dancing Kojiki). Eind 1973 nam hij het live-album First Contact op (Bellwood Records), in zijn kwintet speelden toen Shigeharu Mukai (trombone), Hiroshi Tamura (piano),  Isoo Fukui (contrabas) en Takuji Kusumoto (drums). In 1974 volgde de live-plaat When A Man Loves a Woman, in 1976 Let's Swing Now (Victor Records, met Kazumi Watanabe, Yuri Tashiro, Sadayasu Fujii, Nobuyoshi Ino, Hiroshi Nakamura en Kohji Moriyama) en in 1978, in een grotere bezetting (met o.a. Aki Takase) Wolf's Theme (Union), een plaat met fusion-invloeden.
In de jaren 70 en 80 speelde hij met Takashi Mizuhashi, Shuko Mizuno, Toshiyuki Miyama, Tsuyoshi Yamamoto, George Kawaguchi, Toshihiko Kankawa, Yasuko Agawa en, opnieuw, Yosuke Yamashita. In de jazz speelde hij tussen 1969 en 2015 mee op veertig opnameesessies, onder andere een duoplaat met gitarist Shinobu Ito (Sereanta).